# Hot Chocolate/Diskografie
Diese Diskografie ist eine Übersicht über die musikalischen Werke der britischen Soul- und Discoband Hot Chocolate. Den Schallplattenauszeichnungen zufolge hat sie bisher mehr als 6,1 Millionen Tonträger verkauft, davon alleine in ihrer Heimat über 3,4 Millionen. Ihre erfolgreichste Veröffentlichung ist die Single You Sexy Thing mit über 1,6 Millionen verkauften Einheiten.

## Alben

### Studioalben
| Jahr | Titel                     | Höchstplatzierung, Gesamtwochen, AuszeichnungChartplatzierungen (Jahr, Titel, Platzierungen, Wochen, Auszeichnungen, Anmerkungen) | Höchstplatzierung, Gesamtwochen, AuszeichnungChartplatzierungen (Jahr, Titel, Platzierungen, Wochen, Auszeichnungen, Anmerkungen) | Höchstplatzierung, Gesamtwochen, AuszeichnungChartplatzierungen (Jahr, Titel, Platzierungen, Wochen, Auszeichnungen, Anmerkungen) | Höchstplatzierung, Gesamtwochen, AuszeichnungChartplatzierungen (Jahr, Titel, Platzierungen, Wochen, Auszeichnungen, Anmerkungen) | Höchstplatzierung, Gesamtwochen, AuszeichnungChartplatzierungen (Jahr, Titel, Platzierungen, Wochen, Auszeichnungen, Anmerkungen) | Höchstplatzierung, Gesamtwochen, AuszeichnungChartplatzierungen (Jahr, Titel, Platzierungen, Wochen, Auszeichnungen, Anmerkungen) | Anmerkungen                          |
| Jahr | Titel                     | DE | AT | CH | UK | US | R&B | Anmerkungen                          |
| ---- | ------------------------- | --- | --- | --- | --- | --- | --- | ------------------------------------ |
| 1974 | Cicero Park               | — | — | — | — | US55 (17 Wo.)US | — | Erstveröffentlichung: Juni 1974      |
| 1975 | Hot Chocolate             | — | — | — | UK34 Silber · (7 Wo.)UK | US41 (21 Wo.)US | R&B34 (15 Wo.)R&B | Erstveröffentlichung: November 1975  |
| 1976 | Man to Man                | DE32 (12 Wo.)DE | — | — | UK32 Silber · (7 Wo.)UK | US172 (8 Wo.)US | — | Erstveröffentlichung: August 1976    |
| 1978 | Every 1’s a Winner        | DE27 (15 Wo.)DE | AT15 (12 Wo.)AT | — | UK30 Silber · (8 Wo.)UK | US31 (16 Wo.)US | R&B18 (11 Wo.)R&B | Erstveröffentlichung: April 1978     |
| 1979 | Going Through the Motions | — | — | — | — | US112 (6 Wo.)US | — | Erstveröffentlichung: Mai 1979       |
| 1980 | Class                     | — | — | — | — | — | — | Erstveröffentlichung: November 1980  |
| 1982 | Mystery                   | DE15 (13 Wo.)DE | — | — | UK24 (7 Wo.)UK | — | — | Erstveröffentlichung: September 1982 |
| 1983 | Love Shot                 | DE25 (10 Wo.)DE | — | — | — | — | — | Erstveröffentlichung: August 1983    |
| 1993 | Strictly Dance            | — | — | — | — | — | — | Erstveröffentlichung: 1993           |

grau schraffiert: keine Chartdaten aus diesem Jahr verfügbar

### Kompilationen
| Jahr | Titel                                              | Höchstplatzierung, Gesamtwochen, AuszeichnungChartplatzierungen (Jahr, Titel, Platzierungen, Wochen, Auszeichnungen, Anmerkungen) | Höchstplatzierung, Gesamtwochen, AuszeichnungChartplatzierungen (Jahr, Titel, Platzierungen, Wochen, Auszeichnungen, Anmerkungen) | Höchstplatzierung, Gesamtwochen, AuszeichnungChartplatzierungen (Jahr, Titel, Platzierungen, Wochen, Auszeichnungen, Anmerkungen) | Höchstplatzierung, Gesamtwochen, AuszeichnungChartplatzierungen (Jahr, Titel, Platzierungen, Wochen, Auszeichnungen, Anmerkungen) | Höchstplatzierung, Gesamtwochen, AuszeichnungChartplatzierungen (Jahr, Titel, Platzierungen, Wochen, Auszeichnungen, Anmerkungen) | Höchstplatzierung, Gesamtwochen, AuszeichnungChartplatzierungen (Jahr, Titel, Platzierungen, Wochen, Auszeichnungen, Anmerkungen) | Anmerkungen                                                               |
| Jahr | Titel                                              | DE | AT | CH | UK | US | R&B | Anmerkungen                                                               |
| ---- | -------------------------------------------------- | --- | --- | --- | --- | --- | --- | ------------------------------------------------------------------------- |
| 1976 | Greatest Hits                                      | — | — | — | UK6 Gold · (35 Wo.)UK | — | — | Erstveröffentlichung: November 1976                                       |
| 1979 | 20 Hottest Hits auch bekannt als: 20 Greatest Hits | DE1 (16 Wo.)DE | — | — | UK3 Platin · (19 Wo.)UK | — | — | Erstveröffentlichung: Dezember 1979 Charteintritt in DE erst im Juli 1980 |
| 1987 | The Very Best of Hot Chocolate                     | DE4 Gold · (26 Wo.)DE | AT7 (30 Wo.)AT | — | UK1 Platin · (28 Wo.)UK | — | — | Erstveröffentlichung: 9. Februar 1987                                     |
| 1993 | Their Greatest Hits                                | DE42 (9 Wo.)DE | — | — | UK1 ×2Doppelplatin · (42 Wo.)UK                                                                                                   | — | — | Erstveröffentlichung: 11. März 1993                                       |

grau schraffiert: keine Chartdaten aus diesem Jahr verfügbar
Weitere Kompilationen
- 1976: XIV Greatest Hits (UK: Gold)
- 1976: BRAVO präsentiert: Hot Chocolate
- 1977: 10 Greatest Hits
- 1994: The Rest of the Best Of
- 1995: Greatest Hits Volume Two
- 1995: Original Hits
- 1996: Premium Gold Collection
- 1998: Original Gold (2 CDs)
- 1999: The Collection
- 1999: The Full Monty – The Ultimate Hot Chocolate Collection
- 1999: Greatest Hits Part Two (1977–1987) (UK: Gold)
- 2000: Best of the 70’s
- 2000: More Greatest Hits
- 2002: Brother Louie
- 2003: The Essential
- 2004: Simply the Best (2 CDs)
- 2004: A’s, B’s & Rarities
- 2009: Hottest Hits (feat. Errol Brown)
- 2009: 10 Great Songs
- 2012: All the Best
- 2012: Ultimate Collection (3 CDs)
- 2012: Greatest Hits on CD & DVD (CD + DVD)
- 2012: You Sexy Thing: The Best of Hot Chocolate (2 CDs)
- 2017: An Introduction to Hot Chocolate

### Remixalben
| Jahr | Titel            | Höchstplatzierung, Gesamtwochen, AuszeichnungChartplatzierungen (Jahr, Titel, Platzierungen, Wochen, Auszeichnungen, Anmerkungen) | Höchstplatzierung, Gesamtwochen, AuszeichnungChartplatzierungen (Jahr, Titel, Platzierungen, Wochen, Auszeichnungen, Anmerkungen) | Höchstplatzierung, Gesamtwochen, AuszeichnungChartplatzierungen (Jahr, Titel, Platzierungen, Wochen, Auszeichnungen, Anmerkungen) | Höchstplatzierung, Gesamtwochen, AuszeichnungChartplatzierungen (Jahr, Titel, Platzierungen, Wochen, Auszeichnungen, Anmerkungen) | Höchstplatzierung, Gesamtwochen, AuszeichnungChartplatzierungen (Jahr, Titel, Platzierungen, Wochen, Auszeichnungen, Anmerkungen) | Höchstplatzierung, Gesamtwochen, AuszeichnungChartplatzierungen (Jahr, Titel, Platzierungen, Wochen, Auszeichnungen, Anmerkungen) | Anmerkungen                        |
| Jahr | Titel            | DE | AT | CH | UK | US | R&B | Anmerkungen                        |
| ---- | ---------------- | --- | --- | --- | --- | --- | --- | ---------------------------------- |
| 1987 | 2001             | DE6 (11 Wo.)DE | AT8 (10 Wo.)AT | CH14 (6 Wo.)CH | — | — | — | Erstveröffentlichung: August 1987  |
| 1998 | The Sexy Hit-Mix | DE64 (3 Wo.)DE | AT50 (1 Wo.)AT | — | — | — | — | Erstveröffentlichung: 8. Juni 1998 |

## Singles
| Jahr | Titel Album                                                             | Höchstplatzierung, Gesamtwochen, AuszeichnungChartplatzierungen (Jahr, Titel, Album, Platzierungen, Wochen, Auszeichnungen, Anmerkungen) | Höchstplatzierung, Gesamtwochen, AuszeichnungChartplatzierungen (Jahr, Titel, Album, Platzierungen, Wochen, Auszeichnungen, Anmerkungen) | Höchstplatzierung, Gesamtwochen, AuszeichnungChartplatzierungen (Jahr, Titel, Album, Platzierungen, Wochen, Auszeichnungen, Anmerkungen) | Höchstplatzierung, Gesamtwochen, AuszeichnungChartplatzierungen (Jahr, Titel, Album, Platzierungen, Wochen, Auszeichnungen, Anmerkungen) | Höchstplatzierung, Gesamtwochen, AuszeichnungChartplatzierungen (Jahr, Titel, Album, Platzierungen, Wochen, Auszeichnungen, Anmerkungen) | Höchstplatzierung, Gesamtwochen, AuszeichnungChartplatzierungen (Jahr, Titel, Album, Platzierungen, Wochen, Auszeichnungen, Anmerkungen) | Anmerkungen                                                                                 |
| Jahr | Titel Album                                                             | DE | AT | CH | UK | US | R&B | Anmerkungen                                                                                 |
| ---- | ----------------------------------------------------------------------- | --- | --- | --- | --- | --- | --- | ------------------------------------------------------------------------------------------- |
| 1970 | Love Is Life 20 Greatest Hits                                           | — | — | — | UK6 (12 Wo.)UK | — | — | Erstveröffentlichung: 26. Juni 1970                                                         |
| 1971 | You Could’ve Been a Lady 20 Greatest Hits                               | — | — | — | UK22 (9 Wo.)UK | — | — | Erstveröffentlichung: 29. Januar 1971                                                       |
| 1971 | I Believe (In Love) 20 Greatest Hits                                    | — | — | — | UK8 (11 Wo.)UK | — | — | Erstveröffentlichung: 13. August 1971                                                       |
| 1972 | You’ll Always Be a Friend 20 Greatest Hits                              | — | — | — | UK23 (8 Wo.)UK | — | — | Erstveröffentlichung: 25. August 1972                                                       |
| 1973 | Brother Louie 20 Greatest Hits                                          | — | — | — | UK7 (10 Wo.)UK | — | — | Erstveröffentlichung: 23. März 1973                                                         |
| 1973 | Rumours 20 Greatest Hits                                                | — | — | — | UK44 (3 Wo.)UK | — | — | Erstveröffentlichung: 13. Juli 1973                                                         |
| 1974 | Emma Cicero Park                                                        | DE19 (13 Wo.)DE | — | — | UK3 Silber · (10 Wo.)UK | US8 (14 Wo.)US | — | Erstveröffentlichung: 8. März 1974                                                          |
| 1974 | Disco Queen Cicero Park                                                 | DE48 (1 Wo.)DE | — | — | UK11 (7 Wo.)UK | US28 (11 Wo.)US | R&B40 (11 Wo.)R&B | Erstveröffentlichung: Oktober 1974                                                          |
| 1974 | Cheri Babe XIV Greatest Hits                                            | — | — | — | UK31 (9 Wo.)UK | — | — | Erstveröffentlichung: 8. November 1974                                                      |
| 1975 | A Child’s Prayer Hot Chocolate                                          | — | — | — | UK7 (10 Wo.)UK | — | — | Erstveröffentlichung: 25. Juli 1975                                                         |
| 1975 | You Sexy Thing Hot Chocolate                                            | DE8 (24 Wo.)DE | AT12 (12 Wo.)AT | — | UK2 Platin · (20 Wo.)UK | US3 Gold · (21 Wo.)US | R&B6 (19 Wo.)R&B | Erstveröffentlichung: Oktober 1975                                                          |
| 1976 | Don’t Stop It Now Man to Man                                            | DE18 (10 Wo.)DE | — | — | UK11 (8 Wo.)UK | US42 (6 Wo.)US | R&B43 (9 Wo.)R&B | Erstveröffentlichung: 5. März 1976                                                          |
| 1976 | Man to Man                                                              | DE13 (14 Wo.)DE | AT17 (8 Wo.)AT | — | UK14 (8 Wo.)UK | — | — | Erstveröffentlichung: 11. Juni 1976                                                         |
| 1976 | Heaven Is in the Back Seat of My Cadillac Man to Man                    | DE28 (10 Wo.)DE | — | — | UK25 (8 Wo.)UK | — | — | Erstveröffentlichung: 13. August 1976                                                       |
| 1977 | So You Win Again Every 1’s a Winner                                     | DE6 (29 Wo.)DE | AT6 (20 Wo.)AT | — | UK1 Silber · (11 Wo.)UK | US31 (11 Wo.)US | R&B82 (9 Wo.)R&B | Erstveröffentlichung: 10. Juni 1977                                                         |
| 1977 | Put Your Love in Me Every 1’s a Winner                                  | DE7 (19 Wo.)DE | AT11 (12 Wo.)AT | — | UK10 Silber · (9 Wo.)UK | — | — | Erstveröffentlichung: 18. November 1977                                                     |
| 1978 | Every 1’s a Winner                                                      | DE16 (21 Wo.)DE | AT8 (12 Wo.)AT | CH9 (10 Wo.)CH | UK12 (11 Wo.)UK | US6 Gold · (18 Wo.)US | R&B7 (18 Wo.)R&B | Erstveröffentlichung: 17. Februar 1978                                                      |
| 1978 | I’ll Put You Together Again 20 Greatest Hits                            | DE15 (11 Wo.)DE | — | CH10 (9 Wo.)CH | UK13 Silber · (11 Wo.)UK | — | — | Erstveröffentlichung: 17. November 1978                                                     |
| 1979 | Mindless Boogie Going Through the Motions                               | DE48 (1 Wo.)DE | — | — | UK46 (5 Wo.)UK | — | — | Erstveröffentlichung: 27. April 1979                                                        |
| 1979 | Going Through the Motions                                               | DE43 (5 Wo.)DE | — | — | UK53 (4 Wo.)UK | US53 (6 Wo.)US | R&B43 (8 Wo.)R&B | Erstveröffentlichung: 20. Juli 1979                                                         |
| 1980 | No Doubt About It Mystery                                               | DE3 (22 Wo.)DE | AT17 (6 Wo.)AT | CH5 (8 Wo.)CH | UK2 Silber · (11 Wo.)UK | — | — | Erstveröffentlichung: 25. April 1980                                                        |
| 1980 | Are You Getting Enough of What Makes You Happy? Class                   | DE25 (12 Wo.)DE | — | — | UK17 (7 Wo.)UK | — | — | Erstveröffentlichung: 14. Juli 1980                                                         |
| 1980 | Love Me to Sleep Class                                                  | DE42 (9 Wo.)DE | — | — | UK50 (5 Wo.)UK | — | — | Erstveröffentlichung: November 1980                                                         |
| 1981 | You’ll Never Be so Wrong Mystery                                        | DE73 (2 Wo.)DE | — | — | UK52 (4 Wo.)UK | — | — | Erstveröffentlichung: 19. Mai 1981                                                          |
| 1982 | Girl Crazy Mystery                                                      | DE13 (24 Wo.)DE | — | — | UK7 (11 Wo.)UK | — | — | Erstveröffentlichung: 21. April 1982                                                        |
| 1982 | It Started with a Kiss Mystery                                          | DE11 (19 Wo.)DE | AT18 (2 Wo.)AT | CH6 (6 Wo.)CH | UK5 Silber · (21 Wo.)UK | — | — | Erstveröffentlichung: 28. Juni 1982                                                         |
| 1982 | Chances Mystery                                                         | DE42 (8 Wo.)DE | — | — | UK32 (5 Wo.)UK | — | — | Erstveröffentlichung: 23. September 1982                                                    |
| 1982 | Are You Getting Enough Happiness Mystery                                | — | — | — | — | US65 (7 Wo.)US | R&B50 (10 Wo.)R&B | Erstveröffentlichung: Oktober 1982                                                          |
| 1983 | What Kinda Boy You’re Lookin’ For (Girl) The Very Best of Hot Chocolate | DE23 (17 Wo.)DE | — | — | UK10 (9 Wo.)UK | — | — | Erstveröffentlichung: 29. April 1983                                                        |
| 1983 | Tears on the Telephone Love Shot                                        | DE21 (14 Wo.)DE | — | — | UK37 (5 Wo.)UK | — | — | Erstveröffentlichung: 30. August 1983                                                       |
| 1983 | I’m Sorry Love Shot                                                     | DE57 (7 Wo.)DE | — | — | UK89 (3 Wo.)UK | — | — | Erstveröffentlichung: November 1983                                                         |
| 1984 | I Gave You My Heart (Didn’t I) Love Shot                                | — | — | — | UK13 (10 Wo.)UK | — | — | Erstveröffentlichung: 31. Januar 1984                                                       |
| 1986 | Heartache No. 9 The Rest of the Best Of                                 | DE52 (6 Wo.)DE | — | — | UK76 (3 Wo.)UK | — | — | Erstveröffentlichung: 3. Februar 1986                                                       |
| 1987 | You Sexy Thing (Replay Mix) 2001                                        | DE5 (18 Wo.)DE | AT4 (18 Wo.)AT | CH10 (11 Wo.)CH | UK6 (8 Wo.)UK | — | — | Erstveröffentlichung: Januar 1987 Remix: Ben Liebrand                                       |
| 1987 | Every 1’s a Winner (Groove Mix) 2001                                    | DE14 (15 Wo.)DE | — | — | UK69 (3 Wo.)UK | — | — | Erstveröffentlichung: März 1987 Remix: Ben Liebrand                                         |
| 1987 | No Doubt About It (Tequila Mix) 2001                                    | DE31 (9 Wo.)DE | — | — | — | — | — | Erstveröffentlichung: Juli 1987 Remix: Frank Mono                                           |
| 1987 | Heaven Is in the Back Seat of My Cadillac (D. D. Mix) 2001              | DE68 (3 Wo.)DE | — | — | — | — | — | Erstveröffentlichung: Oktober 1987 Remix: Frank Mono, Al Topo                               |
| 1988 | Never Pretend –                                                         | DE50 (6 Wo.)DE | — | — | — | — | — | Erstveröffentlichung: September 1988 Produzent: Luis Rodriguez Aufnahme: Studio 33, Hamburg |
| 1998 | It Started with a Kiss The Collection                                   | — | — | — | UK18 (4 Wo.)UK | — | — | Erstveröffentlichung: Februar 1998 feat. Errol Brown                                        |

grau schraffiert: keine Chartdaten aus diesem Jahr verfügbar
Weitere Singles
- 1969: Give Peace a Chance (als Hot Chocolate Band)
- 1972: Mary-Anne
- 1974: Changing World
- 1975: Blue Night
- 1978: Sometimes It Hurts to Be a Friend
- 1979: I Just Love What You’re Doing
- 1981: I’m Losing You
- 1988: What About You
- 1993: Cry Little Girl
- 1993: Kiss to Mean Goodbye
- 1993: Emma (1993 Remix) (feat. Errol Brown)
- 1998: The Sexy Single-Mix

## Videoalben
| Jahr | Titel                          | Höchstplatzierung, Gesamtwochen, AuszeichnungChartplatzierungen (Jahr, Titel, Platzierungen, Wochen, Auszeichnungen, Anmerkungen) | Höchstplatzierung, Gesamtwochen, AuszeichnungChartplatzierungen (Jahr, Titel, Platzierungen, Wochen, Auszeichnungen, Anmerkungen) | Höchstplatzierung, Gesamtwochen, AuszeichnungChartplatzierungen (Jahr, Titel, Platzierungen, Wochen, Auszeichnungen, Anmerkungen) | Höchstplatzierung, Gesamtwochen, AuszeichnungChartplatzierungen (Jahr, Titel, Platzierungen, Wochen, Auszeichnungen, Anmerkungen) | Höchstplatzierung, Gesamtwochen, AuszeichnungChartplatzierungen (Jahr, Titel, Platzierungen, Wochen, Auszeichnungen, Anmerkungen) | Höchstplatzierung, Gesamtwochen, AuszeichnungChartplatzierungen (Jahr, Titel, Platzierungen, Wochen, Auszeichnungen, Anmerkungen) | Anmerkungen                |
| Jahr | Titel                          | DE | AT | CH | UK | US | R&B | Anmerkungen                |
| ---- | ------------------------------ | --- | --- | --- | --- | --- | --- | -------------------------- |
| 1987 | The Very Best of Hot Chocolate | — | — | — | UK5 (4 Wo.)UK | — | — | Erstveröffentlichung: 1987 |

Weitere Videoalben
- 2000: Their Greatest Hits
- 2003: Greatest Hits

## Boxsets
- 2011: Box Selection – Their 8 RAK Albums 1974–1983 (4-CD-Box)
- 2014: Original Album Series (5-CD-Box)

## Statistik

### Chartauswertung
|                     | DE    | AT    | CH    | UK    | US    | R&B     |
| ------------------- | ----- | ----- | ----- | ----- | ----- | ------- |
| Nummer-eins-Alben   | DE1DE | AT—AT | CH—CH | UK2UK | US—US | R&B—R&B |
| Top-10-Alben        | DE3DE | AT2AT | CH—CH | UK4UK | US—US | R&B—R&B |
| Alben in den Charts | DE9DE | AT4AT | CH1CH | UK8UK | US5US | R&B2R&B |

|                       | DE     | AT    | CH    | UK     | US    | R&B     |
| --------------------- | ------ | ----- | ----- | ------ | ----- | ------- |
| Nummer-eins-Singles   | DE—DE  | AT—AT | CH—CH | UK1UK  | US—US | R&B—R&B |
| Top-10-Singles        | DE5DE  | AT3AT | CH5CH | UK3UK  | US3US | R&B2R&B |
| Singles in den Charts | DE28DE | AT8AT | CH5CH | UK35UK | US8US | R&B7R&B |

|                          | DE    | AT    | CH    | UK    | US    | R&B     |
| ------------------------ | ----- | ----- | ----- | ----- | ----- | ------- |
| Nummer-eins-Videoalben   | DE—DE | AT—AT | CH—CH | UK—UK | US—US | R&B—R&B |
| Top-10-Videoalben        | DE—DE | AT—AT | CH—CH | UK1UK | US—US | R&B—R&B |
| Videoalben in den Charts | DE—DE | AT—AT | CH—CH | UK1UK | US—US | R&B—R&B |

### Auszeichnungen für Musikverkäufe
| Goldene Schallplatte - Kanada - 1979: für das Album Every 1’s a Winner - Neuseeland - 1978: für die Single Every 1’s a Winner - 1980: für das Album 20 Hottest Hits - 1983: für die Single It Started with a Kiss - 1993: für das Album Their Greatest Hits - Niederlande - 1998: für das Album Platinum - Spanien - 2024: für die Single You Sexy Thing | Platin-Schallplatte - Australien - 1982: für das Album 20 Hottest Hits 2× Platin-Schallplatte - Neuseeland - 2023: für die Single You Sexy Thing |

Anmerkung: Auszeichnungen in Ländern aus den Charttabellen bzw. Chartboxen sind in ebendiesen zu finden.
| Land/RegionAuszeichnungen für Musikverkäufe (Land/Region, Auszeichnungen, Verkäufe, Quellen) | Silber     | Gold       | Platin     | Verkäufe  | Quellen                       |
| -------------------------------------------------------------------------------------------- | ---------- | ---------- | ---------- | --------- | ----------------------------- |
| Australien (ARIA)                                                                            | —          | —          | Platin1    | 50.000    | Einzelnachweise               |
| Kanada (MC)                                                                                  | —          | Gold1      | —          | 50.000    | musiccanada.com               |
| Deutschland (BVMI)                                                                           | —          | Gold1      | —          | 250.000   | musikindustrie.de             |
| Neuseeland (RMNZ)                                                                            | —          | 4× Gold4   | 2× Platin2 | 97.500    | aotearoamusiccharts.co.nz NZ2 |
| Niederlande (NVPI)                                                                           | —          | Gold1      | —          | 50.000    | nvpi.nl                       |
| Spanien (Promusicae)                                                                         | —          | Gold1      | —          | 30.000    | elportaldemusica.es           |
| Vereinigte Staaten (RIAA)                                                                    | —          | 2× Gold2   | —          | 2.000.000 | riaa.com                      |
| Vereinigtes Königreich (BPI)                                                                 | 9× Silber9 | 3× Gold3   | 5× Platin5 | 3.620.000 | bpi.co.uk                     |
| Insgesamt                                                                                    | 9× Silber9 | 13× Gold13 | 8× Platin8 |           |                               |